# Dominic Foley
Pour les articles homonymes, voir Foley.
Dominic Joseph Foley, né le 7 juillet 1976 à Cork en Irlande, est un joueur de football professionnel irlandais. Son poste de prédilection est celui d’avant centre. Après voir connu de nombreux clubs en Angleterre, Grèce, Irlande, Portugal, Belgique, il revient en Irlande en janvier 2012 jouer pour le club du Limerick FC et prend sa retraite sportive à la fin de l'année. Dominic Foley a été sélectionné à six reprises en équipe nationale irlandaise.

## Sa carrière en club
Dominic Foley commence à jouer au football au Charleville AFC avant de rejoindre le club amateur du Saint James's Gate Football Club basé à Dublin. Là, il se fait remarquer par les recruteurs anglais des Wolverhampton Wanderers avec lequel il signe son premier contrat professionnel en 1995. Il fait ses grands débuts le 18 novembre 1995 en entrant en cours de match contre Oldham Athletic. Il n’arrive pas à intégrer les rangs des titulaires et ne joue que 27 matchs en 4 années de présence à Molineux Stadium.
Pour pouvoir bénéficier de temps de jeu, il accepte d'être prêté à Watford FC, Notts County et dans le club grec du Ethnikos Piraeus lors des années 1998 et 1999. Il est alors recruté par Watford FC dirigé alors par Graham Taylor et qui l’avait déjà recruté lorsqu’il dirigeait les Wolverhampton Wanderers. Il a alors l’opportunité de jouer en première division. Il est remarqué par le sélectionneur irlandais et fait sa première apparition en équipe nationale.
Au cours de la saison 2001-2002, il est de nouveau relégué parmi les rangs des remplaçants, et obtient de nouveau à être prêté dans différents clubs, Queens Park Rangers (deux fois), Swindon Town, Southend United et Oxford United.
En 2003, il quitte l’Angleterre pour le Portugal en signant au Sporting Braga où il passe une seule saison avant de retourner dans son pays natal, dans le club dublinois du Bohemian FC. Il ne reste qu’une saison disputant au passage la Coupe Intertoto. Lors de la double confrontation avec La Gantoise il impressionne ses adversaires, ce qui lui permet de signer un contrat en Belgique.
Il commence alors une nouvelle carrière en Belgique. Fooley devient rapidement un des joueurs importants du club. Lors de la première saison, il dispute 25 matchs et marque 6 buts. Lors de la seconde saison, il dispute 30 matchs et marque 10 buts, permettant à son club de se hisser en demi-finale de la Coupe de football. Au début de la troisième saison, il est nommé capitaine de l’équipe. Il marque 11 buts en 30 matchs. Son équipe se qualifie cette fois pour la finale de la Coupe de Belgique contre le RSC Anderlecht. Lors de la finale il ouvre le score au bout de six minutes mais La Gantoise perd tout de même le match sur le score de 3 buts à 2. La saison suivante, le nouvel entraîneur Michel Preud'homme ne se sert que rarement de Foley qui est plus souvent sur le banc des remplaçants que sur le terrain. Il est en fin de compte transféré au cours de l'hiver 2009 vers le Cercle Bruges KSV.
Il joue au Cercle durant trois ans. Après deux bonnes saisons, il perd progressivement sa place de titulaire, et décide de rentrer dans son pays natal en janvier 2012, rejoignant le Limerick FC. Un an plus tard, il met un terme à sa carrière de joueur.

## Sa carrière internationale
Dominic Foley a été sélectionné à six reprises en équipe de république d'Irlande de football, les six au cours de l’année 2000. Il fait ses débuts internationaux le 30 mai 2000 pour un match contre l’équipe d'Écosse de football. Cinq jours après il dispute son deuxième match contre l’équipe du Mexique de football marquant par la même occasion son premier but international.